# Стадион Паркен
Стадион Паркен (дан. Parken) је фудбалски стадион у насељу Индре Естербро у Копенхагену, главном граду Данске. Грађен је од 1990. до 1992. и дом је ФК Копенхаген и фудбалске репрезентације Данске.
Стадион има капацитет од 38.065 седећих места, док капацитет за концерте премашује капацитет за спортске мечеве, па тада може да прими до 55.000 гледалаца. Пошто стадион има покретни кров он је такође био домаћин Песме Евровизије 2001., као и неколико рукометних и одбојкашких утакмица.

## Историја
Паркен је изграђен на месту претходног националног стадиона Данске, Идретспаркена, који је ту стајао од 1911. године. Рушење старог стадиона, као и изградња новог, почела је 1990, а изградња стадиона је завршена 1992. године.
Нови стадион је званично отворен 9. септембра 1992. пријатељском утакмицом репрезентација Данске и Немачке (1:2).
Стадион је обновљен од стране инвеститора Baltica Finans A/S заузврат гаранције од Фудбалског савеза Данске да ће сви мечеви националног тима бити играни на њему у наредних 15 година. Реконструција, рушење и изградња три од оригиналне четири трибине (само је стара главна трибина остала део новог стадиона, али пошто је терен окренут за 90 степени та трибина се сада налазила иза гола), коштала је 640 милиона данских круна.
Године 1998. Baltica Finans A/S је продала стадион фудбалском клубу Копенхаген за 138 милиона данских круна, тако да клуб (тј. компанија Parken Sport & Entertainment, власник клуба) сада поседује стадион и суседне пословне зграде.
Паркен је 1994. био домаћин финала Купа победника купова између Арсенала и Парме (1:0), а 2000. финала Купа УЕФА између Галатасараја и Арсенала (0:0, 4:1 пен).
На Паркену су концерте одржале многе светске музичке звезде, а највећи концерт је био онај од Мајкла Џексона, који је одржан 14. августа 1997. у оквиру његове HIStory турнеје и коме је присуствовало 60.000 људи.
Највећа посета од 42.099 гледалаца је забележена 8. октобра 2005. у квалификационој утакмици за Европско првенство у фудбалу 2005. против Грчке (1:0).
Између 2007. и 2009. преостала стара трибина је срушена и замењена новом трибином. Ово је смањило капацитет стадиона, али је повећало број корпоративних и ВИП објеката.
С обзиром да стадион има покретни кров у пар наврата су на њему одигране утакмице дворанских спортова. Тако је 21. маја 2011. у финалном мечу првенства Данске у рукомету између Копенхагена и Бјерингбро-Силкеборга са 36.651 гледалаца оборен светски рекорд по броју гледалаца на рукометној утакмици у дворани. На њему је одиграно финале Европског првенства у одбојци 2013. између Русије и Италије (3:1).

## Значајне утакмице
| Датум               | Тим #1        | Рез.          | Тим #2                  | Такмичење                                  | Гледалаца | Напомене                                                           |
| ------------------- | ------------- | ------------- | ----------------------- | ------------------------------------------ | --------- | ------------------------------------------------------------------ |
| 9. септембар 1992.  | Данска        | 1:2           | Немачка                 | Пријатељска утакмица                       | 40.500    | Отварање стадиона                                                  |
| 4. мај 1994.        | Арсенал       | 1:0           | Парма                   | Финале Купа победника купова 1994.         | 33.765    |                                                                    |
| 17. мај 2000.       | Галатасарај   | 0:0 (4:1 пен) | Арсенал                 | Финале Купа УЕФА 2000.                     | 38.919    |                                                                    |
| 8. октобар 2005.    | Данска        | 1:0           | Грчка                   | Квалификације за Светско првенство 2006.   | 42.099    | Рекордна посета на стадиону                                        |
| 6. април 2006.      | ФК Копенхаген | 1:0           | ФК Лилестрем            | Финале Краљевске лиге 2006.                | 13.617    |                                                                    |
| 30. април 2006.     | ФК Копенхаген | 0:0           | ФК Брондби              | Суперлига Данске у фудбалу 2005/06.        | 41.201    | Рекордна лигашка и клупска посета                                  |
| 21. мај 2011.       | РК Копенхаген | 30:21         | РК Бјерингбро-Силкеборг | Финале Прве лиге Данске у рукомету 2011.   | 36.651    | Светски рекорд по броју гледалаца на рукометној утакмици у дворани |
| 20. април 2012.     | РК Копенхаген | 29:23         | РК Барселона            | Четвртфинале ЕХФ Лиге шампиона 2011/12.    | 21.293    | Највећа посета у историји ЕХФ Лиге шампиона.                       |
| 29. септембар 2013. | Русија        | 3:1           | Италија                 | Финале Европског првенства у одбојци 2013. | 7.000     |                                                                    |